# Антуан Галлан
Антуан Галлан (фр. Antoine Galland; 4 квітня 1646, Ролло, Пікардія, Французьке королівство — 17 лютого 1715, Париж, Французьке королівство) — французький сходознавець, антиквар, перекладач, прославився першим у Європі перекладом «Тисячі і однієї ночі».

## Життєпис
З бідної селянської сім'ї, в чотири роки втратив батька. У десятирічному віці вступив до коледжу в Нуайоні, вивчив грецьку, латинську, давньоєврейську мови. Продовжив навчання в Колеж де Франс, де вивчав східні мови і вдосконалював давньогрецьку.
У 1670 році став бібліотекарем і особистим секретарем Шарля Ольє, маркіза де Нуантеля, призначеного послом Франції при дворі Мехмета IV в Стамбулі. В 1670—1675 роках разом з послом побував у Фракії, Македонії, Румелії, Малої Азії, Іонії, Сирії, Палестині. Вивчив за цей час турецьку, перську, арабську мови. Вів щоденник. В цілому тричі побував в Оттоманській імперії. Під час третьої подорожі (1679—88) виконував місію Ост-Індської компанії, збирав і каталогував старі книги і твори мистецтва для їх перевезення до Європи.
Після повернення був призначений антикварієм короля. З 1697 року керував багатотомною словниково-енциклопедичним виданням Східної Бібліотеки, надовго стала для Європи основним джерелом відомостей і уявлень про Схід (зокрема, з неї черпав свої сюжети Вільям Бекфорд і багато інших). З 1701 року до смерті займався перекладом східних казок, які стали відомими в Європі як «Тисяча і одна ніч».
Перше видання цієї праці в 1704 році мало величезний успіх. Переклад Галлана довгий час вважався зразковим, протягом XVIII століття він поширився в більшості країн Європи, отримав визнання на Сході і породив безліч наслідувань і пародій (такі, наприклад, «Contes de Féerie» Антуана Гамільтона). Саме Галлану належить найбільш рання з нині відомих версій казки «Алі-Баба і сорок розбійників».
Крім перекладу казок Тисячі і однієї ночі, Галлан переклав Коран, книгу про походження кави, історію Турецької імперії. Член Академії написів і медалей (1701), викладач арабської мови в Колеж де Франс (з 1709). Його щоденник був опублікований в 1881 році.